# Віллібальд Руттенштайнер
Віллібальд "Віллі" Руттенштайнер (нар. 12 листопада 1962 року в місті Штайр, Австрія) — австрійський бізнесмен, футбольний адміністратор та менеджер, який з 2020 по 2022 рік працював головним тренером збірної Ізраїлю з футболу, а також керівником програми розвитку молоді "Project12". Після відставки Дітмара Константині у вересні 2011 року Руттенштайнер дві ігри виконував обов’язки тренера національної збірної Австрії.  У двох іграх йому вдалося здобути перемогу та нічию. Він також відповідав за підписання національного тренера Марселя Коллера, який спочатку був суперечливим, а згодом дуже успішним.